# Юніон Тауншип (округ Гантердон, Нью-Джерсі)
Юніон Тауншип (англ. Union Township) — селище (англ. township) в США, в окрузі Гантердон штату Нью-Джерсі. Населення — 6507 осіб (2020).

## Демографія
Згідно з переписом 2010 року, у селищі мешкало 5908 осіб у 1752 домогосподарствах у складі 1221 родини. Було 1830 помешкань
Расовий склад населення:
| - 83,2 % — білих - 9,1 % — чорних або афроамериканців - 4,1 % — азіатів - 0,2 % — корінних американців - 0,1 % — вихідців з тихоокеанських островів - 1,6 % — осіб інших рас |

До двох чи більше рас належало 1,8 %. Частка іспаномовних становила 6,1 % від усіх жителів.
За віковим діапазоном населення розподілялося таким чином: 18,4 % — особи молодші 18 років, 72,0 % — особи у віці 18—64 років, 9,6 % — особи у віці 65 років та старші. Медіана віку мешканця становила 43,7 року. На 100 осіб жіночої статі у селищі припадало 77,5 чоловіків;  на 100 жінок у віці від 18 років та старших — 73,2 чоловіків також старших 18 років.
Середній дохід на одне домашнє господарство  становив 145 459 доларів США (медіана — 122 527), а середній дохід на одну сім'ю — 176 718 доларів (медіана — 162 734). За межею бідності перебувало 3,9 % осіб, у тому числі 1,9 % дітей у віці до 18 років та 8,9 % осіб у віці 65 років та старших.
Цивільне працевлаштоване населення становило 2681 осіб. Основні галузі зайнятості: науковці, спеціалісти, менеджери — 22,9 %, освіта, охорона здоров'я та соціальна допомога — 15,5 %, фінанси, страхування та нерухомість — 11,5 %, виробництво — 11,4 %.